# Valentim Amões
Valentim Amões (Chiungo, Chinjenje, c. 1960 — Chicala-Choloanga, 19 de janeiro de 2008) foi um político e empresário angolano, fundador e presidente do  Grupo Valentim Amões (GVA).
Natural da província do Huambo, foi membro do Comité Central do Movimento Popular para a Libertação de Angola (MPLA), tendo desertado da UNITA.
Morreu, juntamente com outras 12 pessoas, em 19 de janeiro de 2008, quando um avião B-200 com destino à cidade de Huambo chocou-se com as montanhas de Serra Bave na província de Huambo. O presidente angolano, José Eduardo dos Santos, disse ser "um empresário dinâmico, corajoso e perspicaz". Ele tinha 48 anos.
Seu irmão, António Segunda Amões, também era empresário e político.